# نوویال
نوویال یک زبان ساختگی است. واژه نوویال از دو بخش nov (نو) و International Auxiliary Language) IAL) ساخته شده که به معنی زبان میانجی جهانی نو است. در این زبان که در ۱۹۲۴ بدست "پروفسور اتو یسپرسون" زبانشناس دانمارکی پدید آورده شد کوشش شده است تا آسانی سخن همراه با قاعده‌مند بودن دستور زبان نگاه داشته شود.
بیشتر واژگان این زبان بر پایه زبانهای ژرمنی و زبانهای رومی و دستور آن تاثیرگرفته از زبان انگلیسی است.